# Yvette Brelet
Yvette Anaïs Étiennette Brelet (9 janvier 1901, Indre - 4 avril 1977, Sancerre) est une pianiste et organiste bretonne, fille d'Henri Brelet et de Jeanne Lauverjat. Elle est la tante de la musicologue Gisèle Brelet (ja).

## Biographie
Elle fait partie du mouvement artistique breton Seiz Breur. Elle fait partie de la chorale du cercle celtique de Nantes avant Seconde Guerre mondiale.
Elle se marie en 1939 avec André Pierre Lauverjat et, en 1961, avec Robert Désiré Daloux.

## Publications
- Prière pour orgue à la mémoire de Jorj Robin, Rotte, Seiz Breur.